# Kreeftachtigen
De kreeftachtigen (Crustacea) vormen een grote, diverse substam van de geleedpotigen, waartoe veel bekende diergroepen behoren zoals de krabben, kreeften, garnalen, krill, pissebedden en zeepokken. De kreeftachtigen worden ook wel schaaldieren genoemd, niet te verwarren met de schelpdieren (weekdieren). 
Hoewel in de taxonomie kreeftachtigen meestal worden ingedeeld als substam, wordt op basis van moleculair onderzoek algemeen aanvaard dat het een parafyletische groep betreft: de vertegenwoordigers omvatten alle dieren in de Pancrustacea-clade, met uitsluiting van de hexapoden. Sommige kreeftachtigen zijn nauwer verwant aan bepaalde hexapoden (zoals insecten) dan aan andere kreeftachtigen. Zoals alle geleedpotigen hebben kreeftachtigen een exoskelet dat eens in de zoveel tijd vervelt. Ze onderscheiden zich van andere geleedpotigen door hun tweedelige ledematen en hun larvale stadia.
De meeste kreeftachtigen zijn vrijlevende waterdieren. Enkelen komen ook voor op het land (zoals landpissebedden) of leven parasitair (krabbezakjes, tongwormen). De kreeftachtigen hebben een omvangrijk fossielenbestand dat terug te voeren is tot het Cambrium. Per jaar wordt meer dan 10 miljoen ton opgevist voor menselijke consumptie, de meerderheid ervan garnalen en krab.

## Taxonomie
De kreeftachtigen vormen een zeer diverse groep dieren, die in grootte sterk kunnen variëren. Sommige soorten hebben een totale lichaamslengte van slechts enkele millimeters, terwijl bij andere de  spanwijdte van de scharen drie meter kan bereiken. Kreeften en krabben behoren tot de grootste dieren van deze substam; de meeste soorten zijn veel kleiner. Lang niet alle kreeftachtigen hebben scharen, en de meeste kreeftachtigen worden ten onrechte 'kreeft' genoemd, zoals de langoest. Ook worden kleinere soorten echte kreeften juist als 'garnaal' aangemerkt, terwijl alleen soorten uit de infraorde Caridea garnalen zijn.

## Anatomie

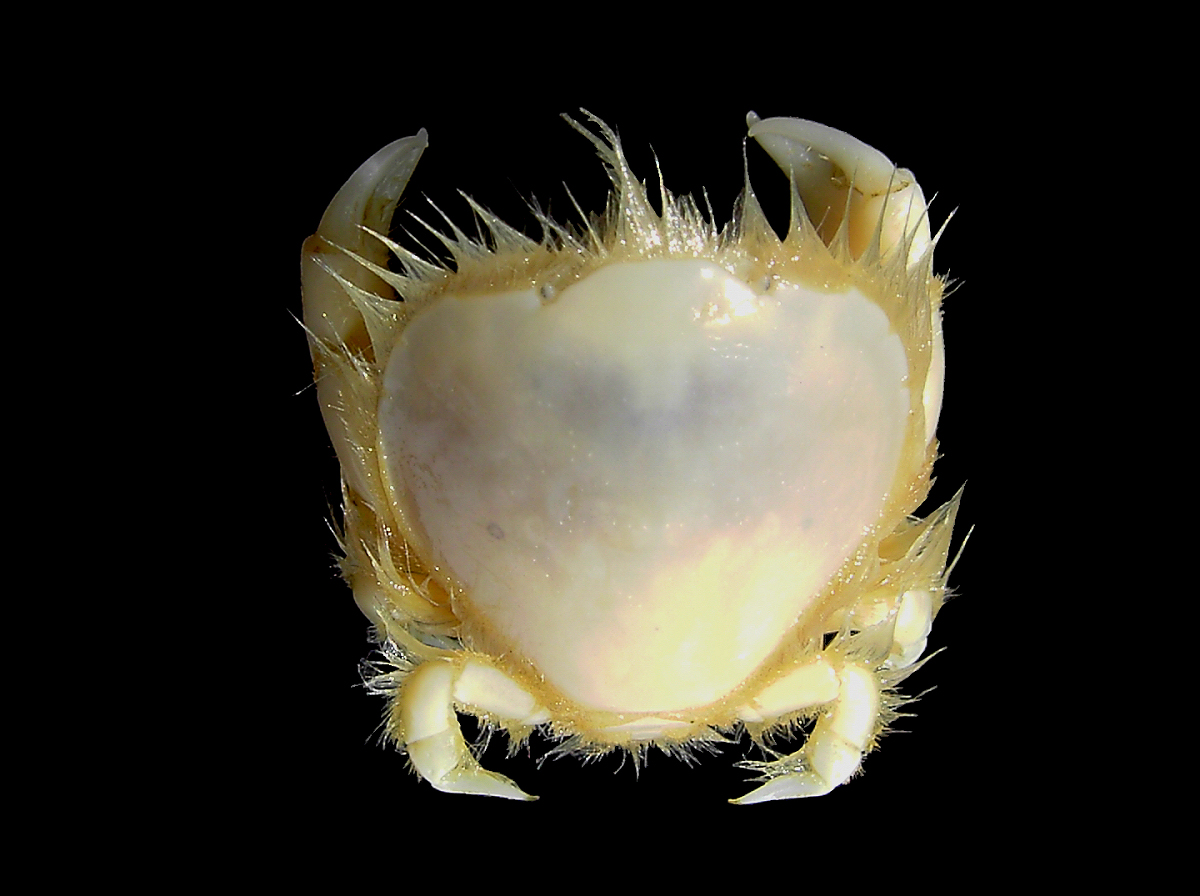
Nagelkrabje (Thia scutellata)

Het harde uitwendige pantser van de kreeftachtigen bestaat uit chitine met een hoog kalkgehalte. Door deze samenstelling is het pantser niet rekbaar en moet de kreeftachtige dus "vervellen" om te kunnen groeien. De met twee paar voelsprieten getooide kop van de kreeftachtige is vaak met het borstpantser vergroeid. Wat betreft de poten, monddelen, kieuwstructuren en algemene anatomie is er een breed scala aan allerlei mogelijke vormen bij de kreeftachtigen. Sommige groepen, zoals de eendenmosselen en de zeepokken, lijken eerder op een tweekleppige dan op een kreeftachtige.
Een bijzonderheid bij de kreeftachtigen is dat het aantal poten kan verschillen, in tegenstelling tot alle insecten (6 poten) en spinachtigen (8 poten). Kreeftachtigen hebben tussen de 10 (5 paar) en de 14 (7 paar) poten, de soorten die tien poten hebben behoren tot de decapoda of tienpotigen (Oudgrieks: δέκα = tien, πούς = poot). Bij veel soorten kreeftachtigen, met name de kleinere soorten, is het aantal poten moeilijk te zien omdat ze zijn aangepast tot zwem-, grijp- of looppoten. Ook kunnen andere uitsteeksels op poten lijken, zoals de monddelen of soms de kieuwen. Wanneer het pantser de voorpoten uitbouwt tot schaar-achtig 'knippende' wapens, spreekt men van scharen.

## Ontwikkeling
Kreeftachtigen leggen eitjes. Afhankelijk van de soort worden deze meestal op het lichaam meegedragen, op een stuk steen bevestigd of soms direct in het water losgelaten. De larvale stadia van kreeftachtigen wijken af van die van bijvoorbeeld insecten of spinnen. De eerste larve (nauplius-larve) van kreeftachtigen is vaak vrijzwemmend en zeer klein, en behoort bij veel soorten de eerste tijd tot het zoöplankton. Het larvestadium kent meestal meerdere fases, soms wel vier, waarbij de larve steeds een andere gedaante krijgt. De meeste soorten hebben larven met bizarre uitsteeksels of sterk vergrote ogen en lijken in niets op dieren die het larvale stadium hebben verlaten. Dit zijn echter nog geen geslachtsrijpe exemplaren. Deze zogenaamde post-larvale diertjes lijken al wel sterk op de ouders, maar moeten nog enkele keren verschalen (vervellen) voordat ze volwassen zijn en zich kunnen voortplanten. Bij Peracarida heet een postlarve manca.
Kreeftachtigen leven vrijwel alle in zee, maar soorten uit diverse groepen zijn ook in zoetwater of op land te vinden. Op het land wordt de 'plaats' van kreeftachtigen ingenomen door de insecten. Heremietkreeften en pissebedden omvatten landbewonende soorten. Veel krabben en kreeften houden het wel enige tijd uit op het land, maar overleven de droge lucht niet lang omdat kreeftachtigen ademen met kieuwen. Dit maakt hen, anders dan bijvoorbeeld insecten met hun stelsel van tracheeën, vatbaar voor uitdroging.

## Voedsel van kreeftachtigen

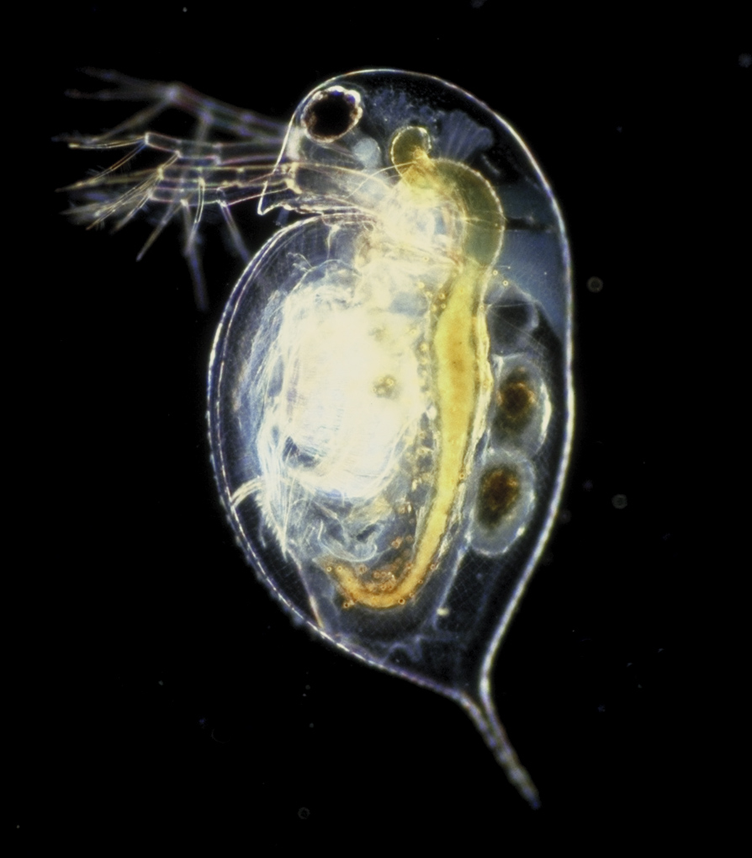
Watervlo Daphnia pulex (Cladocera)

De meeste grotere kreeftachtigen zijn veelal aaseters; ze struinen de bodem van de zee af op zoek naar dood of rottend organisch materiaal. Ook zachtere dieren als wormen worden vaak gegeten. Sommige kreeftachtigen eten schelpdieren die met de scharen gekraakt worden. De zware bepantsering met vaak grote scharen maakt sommige soorten tot geduchte vijanden.
Kleinere kreeftachtigen, zoals garnalen, zeekomma's, vlokreeftjes en aasgarnalen, leven over het algemeen van plankton, algen en rottend materiaal, maar er zijn ook soorten die deels of geheel op kleine prooien jagen.

## Kreeftachtigen als voedsel
Kreeftachtigen zijn een onmisbare bron van voedsel voor veel andere dieren. Een aantal soorten vissen, schildpadden, vogels, salamanders en in zee levende zoogdieren als walvissen zouden niet bestaan zonder de Crustacea. Een voorbeeld is de vuursalamander, die als larve afhankelijk is van kreeftachtigen. De wulp, de kanoet en de flamingo zijn voorbeelden van vogels die grote hoeveelheden kreeftachtigen wegwerken.
Ook de mens vist commercieel op grote schaal op verschillende soorten kreeftachtigen en gebruikt deze als voeding. Sommige soorten worden gekweekt, als voedsel voor mensen of als voer voor andere soorten in aquacultuur

## Indeling

### Historische indeling

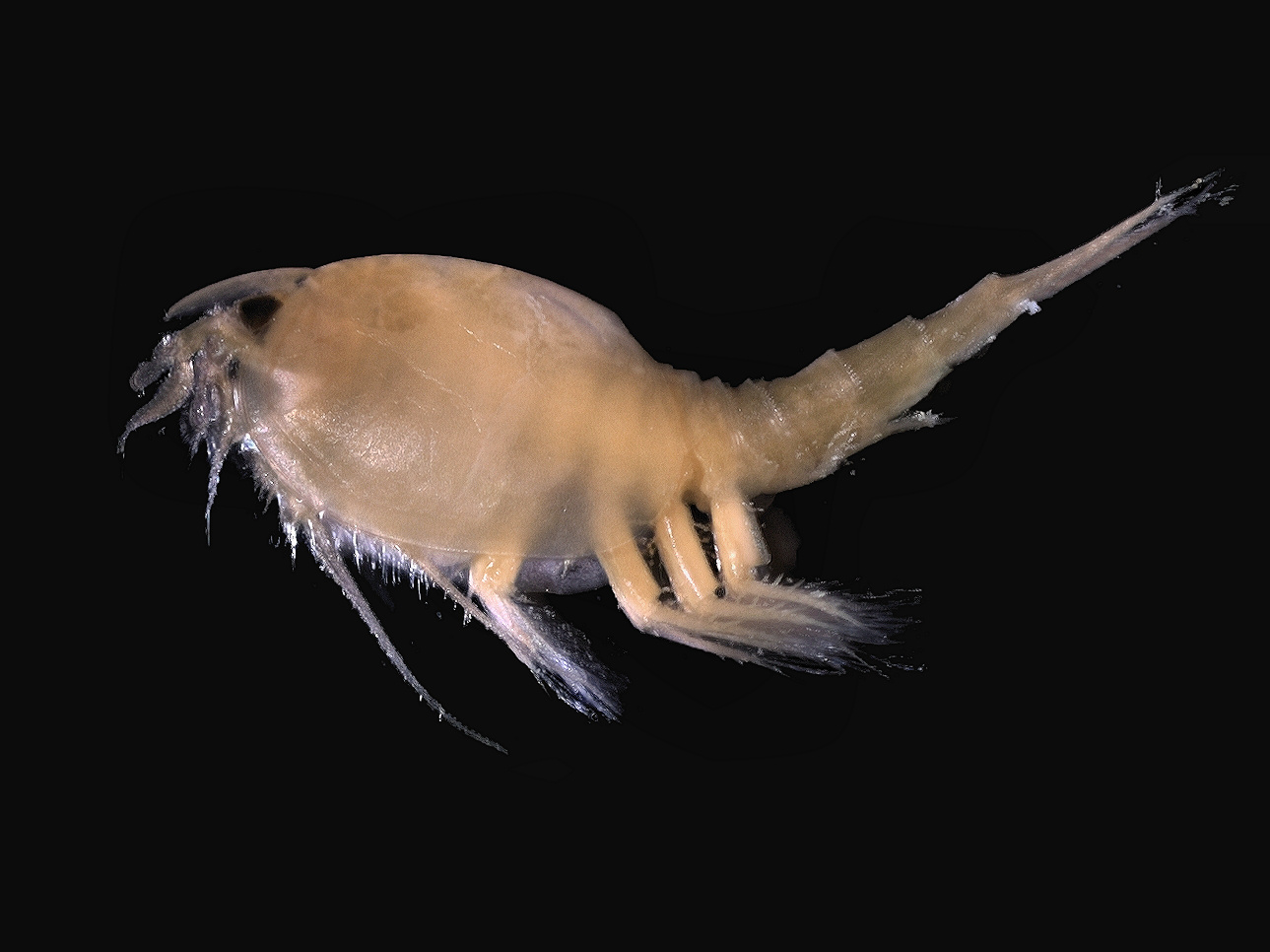
Nebalia bipes, een vertegenwoordiger van de Leptostraca (Malacostraca)

Tot circa 2010 werden zes klassen van Crustacea erkend alhoewel sinds 2001 al sterk werd getwijfeld over de groep Maxillopoda.
- Branchiopoda  Latreille, 1817 (onder andere watervlooien)
- Remipedia  Yager, 1981
- Cephalocarida  Sanders, 1955
- Maxillopoda  Dahl, 1956 (onder andere eendenmosselen, eenoogkreeftjes en karperluizen)
- Ostracoda  Latreille, 1802 (mosselkreeftjes)
- Malacostraca  Latreille, 1802 (onder andere kreeften, krabben, garnalen en zeekomma's)

### Recente indeling
Tegenwoordig wordt de volgende onderverdeling gemaakt: Maxillopoda wordt niet langer erkend als een geldig monofyletisch taxon en de onderliggende taxa worden nu verdeeld over de Oligostraca en Multicrustacea.
- Klasse Branchiopoda
- Klasse Cephalocarida
- Superklasse Multicrustacea
  - Klasse Malacostraca
    - Onderklasse Eumalacostraca
    - Onderklasse Hoplocarida
    - Onderklasse Phyllocarida
    - Orde Schizopoda

  - Klasse Hexanauplia
    - Onderklasse Copepoda
    - Onderklasse Tantulocarida
    - Onderklasse Thecostraca
- Superklasse Oligostraca
  - Klasse Ichthyostraca
  - Onderklasse Mystacocarida
  - Klasse Ostracoda
- Klasse Remipedia